# جون ليندسي (سياسي)
جون ليندسي (بالإنجليزية: Jon Lindsay)‏ هو سياسي أمريكي، ولد في 4 ديسمبر 1935. حزبياً، نشط في الحزب الجمهوري. وقد انتخب عضو مجلس ولاية تكساس.